# Поплітник інкійський
Поплі́тник інкійський (Pheugopedius eisenmanni) — вид горобцеподібних птахів родини воловоочкових (Troglodytidae). Ендемік Перу.

## Опис
Довжина птаха становить 14,5-15,5 см, самці важать 22-27 г, самиці 19-23 г.  У самців тім'я і потилиця тьмяно-чорні, над очима широкі білі "брови", щоки білі, поцятковані чорними плямками. Верхня частина тіла світло-іржасто-коричнева, хвіст більш тьмяний, поцяткований нечіткими темними смужками. Крила чорнувато-коричневі, пера на них мають іржасто-коричневі края. Горло, груди і верхня частина живота білі, на горлі чорні смуги, на грудях і животі чорні плямки. Боки і гузка тьмяно-руді. Очі карі або червонувато-карі, дзьоб зверху темно-коричневий, знизу сизий або сріблястий з чорним кінчиком. Лапи сірувато-рогові бо сірувато-чорні. У самиць тім'я вугільно-сіре, смуги на крилах і плями на животі у них відсутні.

## Поширення і екологія
Інкійські поплітники мешкають на східих схилах Перуанських Анд в регіоні Куско. Вони живуть в нижньому і середньому ярусах вологих гірських тропічних лісів, на узліссях та у високогірних бамбукових заростях Chusquea. Зустрічаються парами або невеликими зграйками, на висоті від 1830 до 3250 м над рівнем моря. Живляться комахами та іншими безхребетними.